# OSA (Architektenvereinigung)

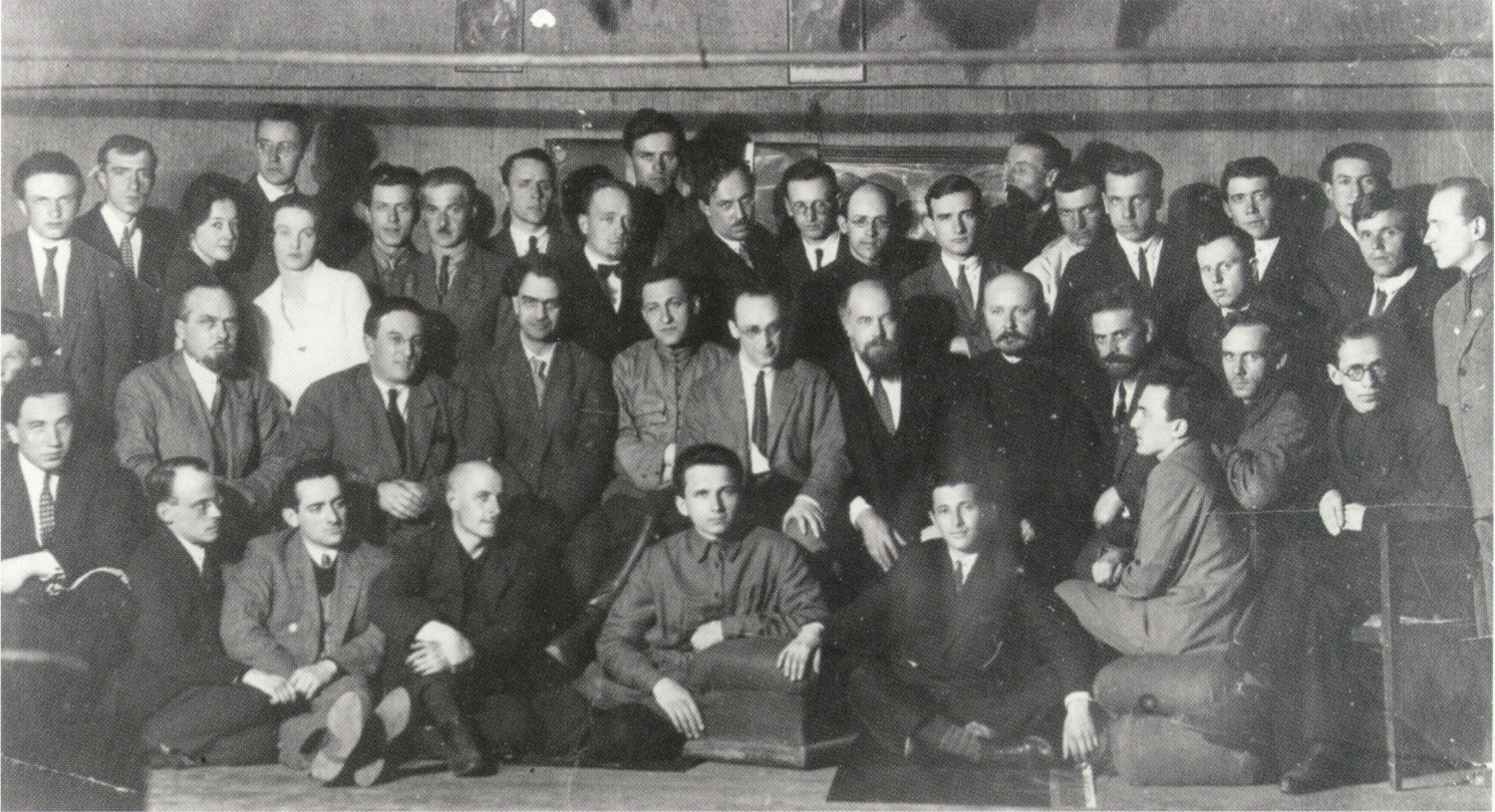
Erste Konferenz der OSA, 1928

Die OSA (russisch ОСА, Akronym für Объединение современных архитекторов Obedinenie sowremennych architektorow, deutsch Vereinigung der zeitgenössischen Architekten) war eine 1925 in Moskau gegründete Architektenvereinigung. Ihre Mitglieder begründeten und propagierten eine als Konstruktivismus bezeichnete Architekturauffassung. Sie war neben dem (heute weniger bekannten) Rationalismus die wichtigste Strömung moderner Architektur in der Sowjetunion in den 1920er Jahren.

## Geschichte

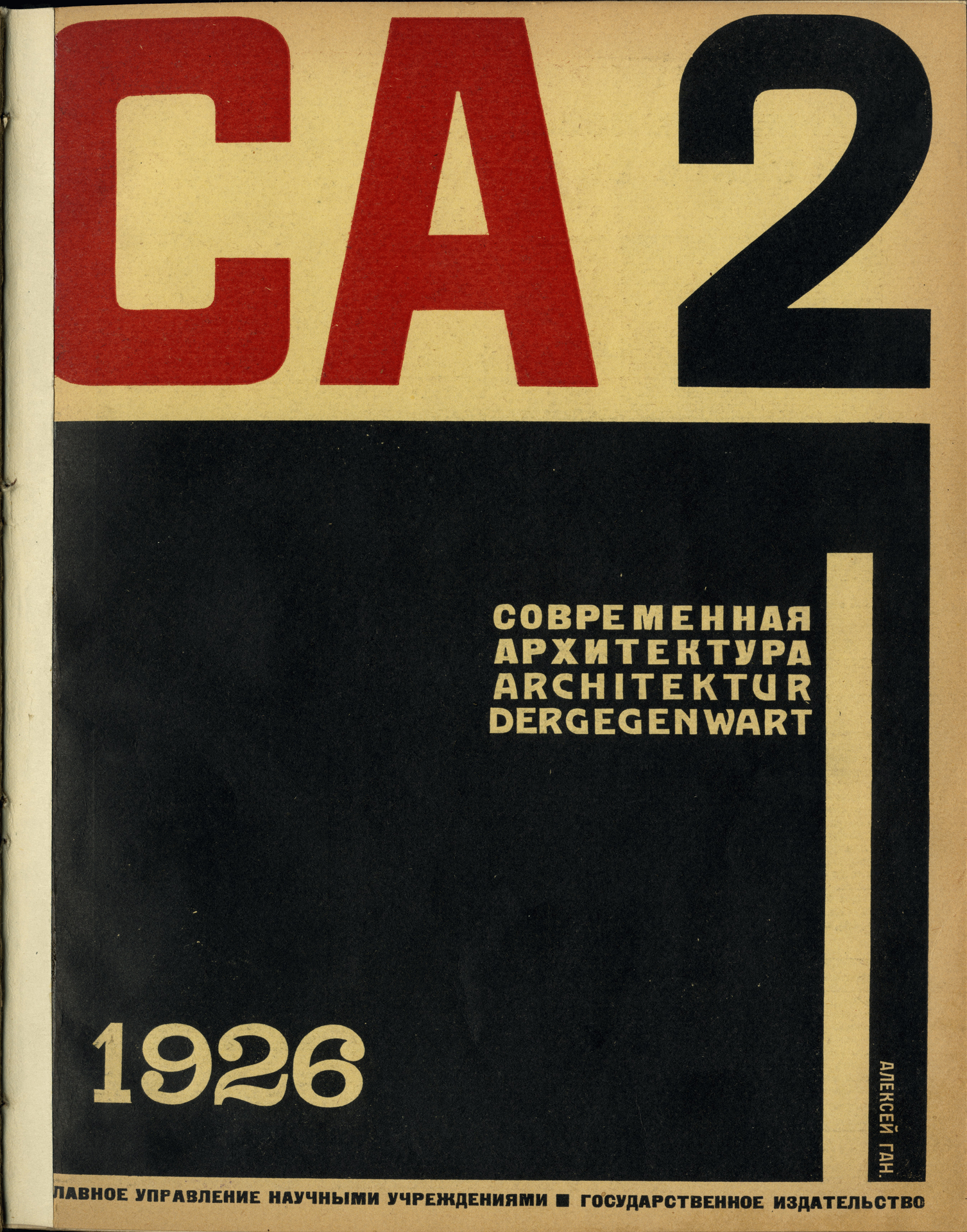
OSA-Zeitschrift Architektur der Gegenwart

Unter der Führung von Alexander Wesnin beschlossen 1925 in Moskau die Konstruktivisten und Mitglieder des Linken Flügels der Kunst (LEF) der WChUTEMAS Moissei Ginsburg, Wiktor Wesnin, Jakow Kornfeld, Wjacheslaw Wladimirow, Andrei Burow, Georgi Orlow und weitere Gleichgesinnte, sich zusammenzuschließen. Zur Gründungsversammlung der Gruppe im Dezember 1925 kamen noch Ilja Golossow und G. Wegman hinzu. Vorsitzender der OSA wurde Alexander Wesnin mit Moissei Ginsburg und Wiktor Wesnin als Stellvertreter und Georgi Orlow als Sekretär. Erst durch Unterstützung Pawel Nowizkis im Volkskommissariat für Bildungswesen wurde die OSA offiziell an der Staatlichen Akademie der Kunstwissenschaften anerkannt. Die OSA gab als einzige Gruppe eine eigene regelmäßige Zeitschrift, die Architektur der Gegenwart, heraus, die von Lidija Konstantinowna Komarowa redigiert wurde. In der Zeitschrift wurde ein breites Spektrum von Themen behandelt. Es wurde über ein Symposium über Flachdächer berichtet, und ein Sonderheft war der Farbe in der Architektur gewidmet. Es gab Diskussionen zu Le Corbusier, dem Bauhaus, Fernand Léger und Kasimir Malewitsch, der auch zur Zeitschrift beitrug. Die Zeitschrift wurde hauptsächlich von Alexei Gan gestaltet, und Alexander Rodtschenko steuerte Fotos bei. Durch die Zeitschrift wurden neue Anhänger gewonnen, so dass sich OSA-Gruppen in Leningrad, Swerdlowsk, Kasan, Charkow, Tomsk, Nowosibirsk, Kiew, Baku und weiteren Städten bildeten. Im Sommer 1927 organisierte die OSA die Erste Ausstellung der Gegenwartsarchitektur im Gebäude der Wchutemas in Moskau. 1927 nannte sich die OSA in Allrussische Vereinigung der Gegenwartsarchitekten (ROSA) um, ohne dass sich der neue Name durchsetzte.
1930 wurde die OSA mit Einstellung ihrer Zeitschrift die Abteilung der Architekten des sozialistischen Bauens (SASS) bei der Allunions-Architekturwissenschaftsgesellschaft (WANO), so dass sie deren Moskauer Abteilung MOWANO wurde. 1932 wurde OSA bzw. SASS aufgelöst im Zusammenhang mit der Gründung der Union der sowjetischen Architekten. Die OSA-Mitglieder arbeiteten noch bis zur Einführung des „Sozialistischen Realismus“ 1932 im Stile der Moderne. Alexei Gan und Michail Ochitowitsch überlebten nicht die Stalinsche Säuberung.

## Bauwerke
Beispiele für die Arbeit der OSA in der Sowjetunion sind Wohnanlagen in Moskau und Swerdlowsk nach Entwürfen von Moissei Ginsburg, ein Kulturpalast und ein Kaufhaus in Moskau sowie das DniproHES-Kraftwerk der Wesnin-Brüder, der Elektrisch-Technische Komplex in Moskau von Iwan Nikolajew, der auf der Ausstellung Internationaler Stil des Museum of Modern Art 1932 gezeigt wurde, ein großes Studentenwohnheim in Moskau und eine Arbeiter-Wohnanlage in Leningrad von Alexander Nikolski. Die führenden Theoretiker der OSA waren Mitglieder des Congrès International d’Architecture Moderne (CIAM) von 1928 bis 1933 mit Ginsburg und Nikolai Kolli als Mitglieder des Sekretariats. Ein kleines CIAM-Treffen zusammen mit der OSA fand 1932 in Moskau statt, zu dem auch Sigfried Giedion und Cornelis van Eesteren kamen. Sergei Eisensteins Film „Die Generallinie“ zeigte Gebäude von A. K. Burow. Iwan Leonidows utopische Projekte wurden zuerst in der OSA-Zeitschrift veröffentlicht und wurden dann von Arkadi Mordwinow als „westlich“ kritisiert.

## Bedeutung
Die OSA nahm nicht nur in der Architektur, sondern auch in der Stadtplanung avantgardistische Positionen ein, die sich teilweise von den Positionen der KPdSU unterschieden. Propagiert wurden Kollektivhäuser als Soziale Verdichter. OSA-Architekten wurden beauftragt, Standards für die Massenproduktion von Wohnanlagen zu erarbeiten. 1929 wurde dagegen in der OSA die Desurbanisierung angestrebt. Michail Ochitowitschs Theorien zum Bau diffuser halbländlicher Städte unter Benutzung der Telekommunikation und einer angemessenen Infrastruktur wurden in der OSA-Zeitschrift veröffentlicht. Entsprechende Vorschläge für die neue Stadt Magnitogorsk wurden sogleich von Ernst May von der Vereinigung Der Ring zurückgewiesen.